# Enica
Enica (bułg. Еница) – wieś w Bułgarii, w obwodzie Plewen, w gminie Kneża. Zarządcą miejscowości jest Simeon Żeljakow.